# Addison (Pennsilvània)
Addison és una població dels Estats Units a l'estat de Pennsilvània. Segons el cens del 2000 tenia 214 habitants.

## Demografia
Segons el cens del 2000, Addison tenia 214 habitants, 87 habitatges, i 54 famílies. La densitat de població era de 147,5 habitants per quilòmetre quadrat.
Dels 87 habitatges en un 26,4% hi vivien nens de menys de 18 anys, en un 57,5% hi vivien parelles casades, en un 4,6% dones solteres, i en un 36,8% no eren unitats familiars. En el 34,5% dels habitatges hi vivien persones soles el 20,7% de les quals corresponia a persones de 65 anys o més que vivien soles. El nombre mitjà de persones vivint en cada habitatge era de 2,34 i el nombre mitjà de persones que vivien en cada família era de 3,04.
Per edats la població es repartia de la següent manera: un 19,2% tenia menys de 18 anys, un 11,7% entre 18 i 24, un 27,1% entre 25 i 44, un 21,5% de 45 a 60 i un 20,6% 65 anys o més.
L'edat mediana era de 42 anys. Per cada 100 dones de 18 o més anys hi havia 90,1 homes.
La renda mediana per habitatge era de 25.833 $ i la renda mediana per família de 34.250 $. Els homes tenien una renda mediana de 28.750 $ mentre que les dones 22.917 $. La renda per capita de la població era de 14.963 $. Entorn del 5,1% de les famílies i el 13,9% de la població estaven per davall del llindar de pobresa.

## Poblacions més properes
El següent diagrama mostra les poblacions més properes.